# Clément Villecourt
Clément Villecourt (Lione, 9 ottobre 1787 – Roma, 17 gennaio 1867) è stato un cardinale e vescovo cattolico francese.

## Biografia
Nacque a Lione il 9 ottobre 1787.
Papa Pio IX lo elevò al rango di cardinale nel concistoro del 17 dicembre 1855.
Morì il 17 gennaio 1867 all'età di 79 anni.

## Genealogia episcopale e successione apostolica
La genealogia episcopale è:
- Cardinale Scipione Rebiba
- Cardinale Giulio Antonio Santori
- Cardinale Girolamo Bernerio, O.P.
- Arcivescovo Galeazzo Sanvitale
- Cardinale Ludovico Ludovisi
- Cardinale Luigi Caetani
- Cardinale Ulderico Carpegna
- Cardinale Paluzzo Paluzzi Altieri degli Albertoni
- Papa Benedetto XIII
- Papa Benedetto XIV
- Papa Clemente XIII
- Cardinale Giovanni Francesco Albani
- Cardinale Carlo Rezzonico
- Cardinale Antonio Dugnani
- Arcivescovo Jean-Charles de Coucy
- Arcivescovo Jean-Joseph-Marie-Victoire de Cosnac
- Cardinale Clément Villecourt

La successione apostolica è:
- Vescovo Louis-Théophile Palluc du Parc (1851)
- Arcivescovo Henri-Marie Amanton, O.P. (1857)
- Arcivescovo Charles-Amable de la Tour d’Auvergne Lauraguais (1861)
- Cardinale Charles-Martial-Allemand Lavigerie (1863)